# Anarthrophyllum andicolum
Anarthrophyllum andicolum är en ärtväxtart som först beskrevs av William Jackson Hooker och George Arnott Walker Arnott, och fick sitt nu gällande namn av Federico Philippi. Anarthrophyllum andicolum ingår i släktet Anarthrophyllum och familjen ärtväxter. Inga underarter finns listade i Catalogue of Life.